# Domenico Petarlini

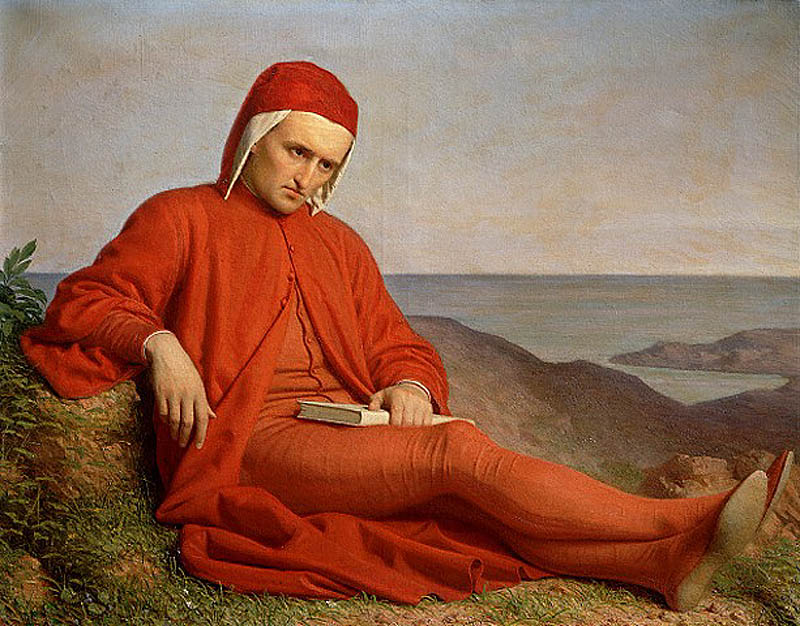
Dante en el exilio. Óleo atribuido a Petarlini (circa 1865).

Domenico Petarlini –también escrito Peterlin o Peterlini– (Bagnolo di Lonigo, 1822-Vicenza, 1897 o 1898) fue un pintor italiano del romanticismo de mediados y finales del siglo XIX.
Se le conoce por un retrato del violinista Cesare Trombini (1860), por un retrato de Savonarola en la Gemäldegalerie de Berlín, por un conocido cuadro de Dante, Dante en el exilio (c. 1865), en el Palacio Pitti de Florencia, y por otro retrato de Dante, anterior, en el mismo palacio.